# Szögmérő csillagkép
A Szögmérő (latin: Norma) egy kis csillagkép a déli égbolton.

## Története, mitológia
A csillagképet Nicolas Louis de Lacaille apát, francia csillagász vezette be a 1756-ban, eredetileg a l’Equerre et la Regle francia néven. 1763-ban fordították a nevet a latinra Norma-ra. Eredeti neve Déli Háromszög (nem ugyanaz, mint a  Déli Háromszög csillagkép), vagy  Euklidész kvadránsa volt. A konstelláció földmérők szintezőműszerét ábrázolja, ezért szintezőnek is hívják, de vannak, akik a mérőkörzőnek nevezik.
Emlegetik még derékszögelőként, ács-derékszögként és fejes vonalzóként is. 

A csillagképhez nem kapcsolódnak mitológiai történetek és legendák.

## Látnivalók

### Csillagok
A csillagkép legfényesebb csillaga 4 magnitúdós. Mivel a csillagképek határai Lacaille korához képest megváltoztak, a Szögmérő Alfa és Béta csillaga ma már a Skorpióban találhatóak (N és H Scorpii).
- γ1,γ2 Normae: egy negyed- és egy ötödrendű csillagból álló látszólagos pár, a fényesebb csillag körülbelül 130 fényév távolságra van a Földtől, a másik ennek a távolságnak mintegy a százszorosa.
- ε Nor: kettőscsillag, amely egy 4m,5 és egy 6m,6 fényrendű komponensből áll. Az összetevők már kis távcsővel is felbonthatóak.
- ι1 Nor: Ötödrendű csillag, nyolcadrendű kísérővel. A felbontásukhoz kis távcső elegendő.
- μ Nor: α Cygni-változónak tűnik, a fényrendje 4m,87 – 4m,98 magnitúdó között változik.
- R Normae: Mira változó. A  fényessége 6m5 – 13m9 között változik, 507,5 naponként.
- S Normae: jól ismert cefeida változó. 9,75411 naponként 6m,12 – 6m,77 között változik a látszólagos fényessége. A csillag az NGC 6087 nyílthalmaz közepén található.

### Mélyég-objektumok
- NGC 5946 gömbhalmaz
- NGC 6067 nyílthalmaz
- NGC 6087 nyílthalmaz
- Sp 1 vagy PK 329+02.1 planetáris köd

## Fordítás
- Ez a szócikk részben vagy egészben  a    Norma (constellation) című angol Wikipédia-szócikk fordításán alapul.  Az eredeti cikk szerkesztőit annak laptörténete sorolja fel. Ez a jelzés csupán a megfogalmazás eredetét és a szerzői jogokat jelzi, nem szolgál a cikkben szereplő információk forrásmegjelöléseként.

## Külső hivatkozások
- Star Tales - Norma